# James Crow
James G. Crow ist ein britischer Archäologe.

## Leben
James Crow studierte Alte und mittelalterliche Geschichte an der University of Birmingham bei Anthony Bryer und Philip Rahtz. Anschließend studierte er an der Newcastle University provinzialrömische und byzantinische Archäologie bei Martin Harrison. Hier wurde er mit einer Arbeit zu spätrömischen Befestigungsanlagen an der unteren Donau promoviert.
Er wurde anschließend Research Fellow am British Institute at Ankara und war von 1982 bis 1989 als Ausgrabungsleiter für den National Trust am Hadrianswall tätig. 1989–90 war er als Lecturer für Alte Geschichte und Archäologie an der University of Warwick tätig. Von 1990 bis 2007 war er Lecturer für Archäologie an der Universität Newcastle. Seit 2007 ist er Professor für Archäologie an der University of Edinburgh.
Seine Forschungsgebiete umfassen das weite Gebiet der römischen Provinzen von Britannien bis Kleinasien, so etwa die spätrömische Grenze in Nordost-Kleinasien und auf dem Balkan sowie am Hadrianswall. Auf dem Gebiet der Byzantinischen Archäologie war er vor allem mit seinen Surveys zur Anastasiusmauer (1994–2000) und zur Wasserversorgung von Konstantinopel (2000–2005) tätig.